# Bontà sua
Bontà sua è stato un talk show condotto da Maurizio Costanzo, in onda su Rai 1 nel 2010.
Dal Teatro Parioli in Roma, Il programma, in cui il conduttore intervistava personaggi famosi e non, traendone i lati meno conosciuti, si ispirava al primo talk show della televisione italiana Bontà loro, condotto sempre da Costanzo. Bontà sua veniva trasmesso dal lunedì al venerdì alle 14:10; la prima puntata è andata in onda il 22 febbraio 2010 e aveva come ospite Lino Banfi.